# گهیل
گهیل (به انگلیسی: Ghel) یک منطقهٔ مسکونی در پاکستان است که در ناحیه راولپندی واقع شده‌است. گهیل ۹٬۴۸۸ نفر جمعیت دارد.